# フロイド・メイウェザー・ジュニア 対 マニー・パッキャオ戦
フロイド・メイウェザー・ジュニア 対 マニー・パッキャオ戦（Floyd Mayweather, Jr. vs. Manny Pacquiao、別名ファイト・オブ・ザ・センチュリー）または『Battle for Greatness』(バトル・フォア・グレイトネス、偉大なる戦い)は2015年5月2日にラスベガスのMGMグランドで開催されたボクシングの試合。興行はメイウェザープロモーションズとトップランク社の合同興行として行われ、HBOとショウタイムのPPVで同時生中継された。この試合は2015年のリングマガジン イベント・オブ・ザ・イヤー、WBC・イベント・オブ・ザ・イヤーに選ばれた。

## 試合までの経緯
2009年に対戦交渉を行って以来、パウンド・フォー・パウンドの世界最強決定戦として期待されながらも実現に至らなかったフロイド・メイウェザー・ジュニアvsマニー・パッキャオの経緯。実現の障害になっていたのは「ドーピング検査の方法」「ファイトマネー等の収益分配方法」「パッキャオのプロモーターであるトップランク社CEOボブ・アラムとメイウェザーの長年の確執」「試合を中継するアメリカのテレビ局HBOとショウタイムの放映権問題」の4つが最大の要因となっていた。
2009年12月4日、パッキャオvsメイウェザーについて微調整が必要でまだ契約書にサインはされていないが原則合意に達したと報道がある。メイウェザーと交渉していたボブ・アラムが『試合日は2010年3月13日で、ファイトマネーはそれぞれ最大で5000万ドル。ルイジアナ・スーパードーム、カウボーイズ・スタジアム、MGMグランド・ガーデン・アリーナ、ウィン・カジノの近くに建設予定の3万席のスタジアムなど複数の会場が候補に上がっている』等の具体的な詳細をマニラでパッキャオに説明し、パッキャオが地元テレビ局のGMATVで「3月13日で問題ない」と話したことが報じられる。
2009年12月25日、パッキャオのドーピング薬物使用を疑うメイウェザーがオリンピック水準のドーピング検査機関、全米アンチドーピング機関（USADA）による抜き打ちドーピング薬物検査を要望するが、パッキャオは試合日に近い採血は体調を悪くする可能性があるとして試合前30日以内の採血を拒否。トレーナーのフレディ・ローチは試合前7日以内の採血は受け入れられないとコメントした。この点が唯一の障害となり交渉が決裂、アラムが「It's over」と3月に向けての交渉は終了宣言をした。メイウェザーの言い分『ネバダ州管轄の試合直前と試合後の尿検査だけではヒト成長ホルモンのような検出できないドーピング薬物があるので抜き打ちの血液検査が必要である』。パッキャオの言い分『USADAは(アメリカの検査機関なので)メイウェザー寄りの検査機関である。血液検査は受け入れるが試合直前の採血は体調に悪影響を及ぼすことが有りえるので試合前30日以内の採血は拒否する、ただし尿の抜き打ち検査はいつでも受け入れる』。2005年3月にエリック・モラレスと初対戦した際、パッキャオは試合の1ヶ月前にネバダ州アスレチック・コミッションが実施する血液検査を含む健康診断を受けたが、試合2日前に「1ヶ月前の検査結果のデータを全て紛失してしまったため」という理由で、パッキャオ側に何も落ち度が無いにもかかわらず再び健康診断を受けることとなった。しかしパッキャオは採血の30分後に目眩と体調不良に陥り、医者からは水分を摂ることを薦められたものの、計量前日であるため水分補給も出来ず、試合ではいつものパワーを発揮できずに敗れたとパッキャオは自身の見解をインタビューで述べた事があるが、このことがきっかけでパッキャオは血液検査と検査団体に不信感を持つようになった。
2010年1月7日、両陣営はこの問題を解決するため元裁判官の調停で話し合うことになり、血液検査の期間をメイウェザーは14日前、パッキャオは24日前とお互い歩み寄りを見せるがこれ以上は妥協することできず再び交渉が決裂した。ボブ・アラムは再び「試合は無くなった」と交渉終了宣言を出した。
メイウェザーがパッキャオはドーピング薬物を使用していると繰り返し発言したため、パッキャオは名誉毀損で損害賠償を求めメイウェザー、メイウェザーの父親、メイウェザーの叔父、オスカー・デ・ラ・ホーヤらを訴えた。
パッキャオがジョシュア・クロッティに勝利後、パッキャオvsメイウェザーの交渉が再開される。アラムが2010年11月13日にMGMグランド・ガーデン・アリーナとカウボーイズ・スタジアムを仮予約。アラムは交渉をスムーズに進めるために、障壁となっているメイウェザーへの訴訟をパッキャオが取り下げる事、パッキャオへの血液検査要求をメイウェザーが断念する事を希望した。
2010年6月30日、パッキャオが試合当日までの血液検査に同意したこと及びメイウェザーが試合を行う条件として要請していた4000万ドル以上のファイトマネーを確保できたことで全ての問題が解決し、両陣営のマネージメントも試合を行うことに同意したため、あとはメイウェザー本人が契約書にサインをすれば契約が完了することをアラムが発表した。「11月13日に向け準備をしているが試合が実現するかについてはメイウェザーがこの試合を本当にやりたいかどうかに懸かっている。我々としてはいつまでも待つつもりはない、7月中旬までにどうするのか決めて欲しい。」としてメイウェザーに試合契約書にサインをするまでの猶予期間として7月15日までの2週間を与えた。
2010年7月15日、アラムはパッキャオ陣営がメイウェザーが試合の契約書にサインをするまでの期日を金曜日深夜まで延長したことを発表。同時にトップランク社のウェブサイトに金曜日深夜12時まで時を刻む『”マネー”タイム：メイウェザーの決断』と題したカウントダウン時計を設置した。
2010年7月17日、アラムがメイウェザー陣営から何も返答がなかったこと及び11月13日にメイウェザーとの対戦が完全に無くなったことを発表。
2010年7月19日、メイウェザー陣営のトップであるレナード・エレーベがパッキャオvsメイウェザーの交渉が行われていたこと自体を否定、アラムはマスコミに嘘をついているとした。アラムはこれに対して、交渉があったからこの件に関しての報道規制を敷いていたんだと反論、同様に交渉があったことを否定していたゴールデンボーイプロモーションズのリチャード・シェファーとオスカー・デ・ラ・ホーヤを、デ・ラ・ホーヤが以前「試合の契約は本当に締結間近だよ」と発言していたことを引用して非難した。デ・ラ・ホーヤはこのアラムの指摘に対して、パッキャオvsメイウェザーについて何度も同じ質問をされて飽き飽きして嫌気が差していたので、その時にそう発言してしまったのだと思うと話した上で、あらためて「交渉は終わっていた、交渉は無かった」とコメントした。
2010年7月26日、これまでコメントを求められても沈黙を守っていたHBOスポーツ社長（当時）ロス・グリーンバーグが「この試合が2010年に行われないのは嘆かわしいことです。私は5月2日から両陣営の代表者と慎重にこの試合をまとめようと交渉を重ねていました。上手くいけば、いつの日かこの試合は実現するでしょう。」と交渉があったことを認める声明を発表した。この一連の騒動の後、メイウェザーはインタビューで60日前に試合をしたばかりなので現在は休息中であり何も急ぐ必要はないし今のところボクシングについて考えられないと話した。
2011年7月8日、騒動から約一年後、パッキャオ陣営の最高顧問マイケル・コンツが実際にはパッキャオは14日前までの血液検査に同意したのであって試合当日までの血液検査には同意していなかったことを認めた。
2012年1月11日、メイウェザーがツイッターで「マニー・パッキャオ、5月5日に試合をやろう。世界中が見たがっている試合をやろう」とツイートする。しかし、ボブ・アラムが2011年11月12日のマルケス第3戦でカットしたパッキャオの傷が回復していない、MGMグランド・ガーデン・アリーナより大きな会場の建設を待ちたいなどと発言。
2012年1月19日、メイウェザーがパッキャオに直接電話をかけて「パッキャオにファイトマネー4000万ドルを用意するが、PPVボーナスは100%全てメイウェザーのものとなり、パッキャオにはゼロ」という条件を提示するが、パッキャオはPPVボーナス無しに不快感を示し、公平な50%-50%の分配でなければ対戦したくないとメイウェザーの提案を拒否。対案としてパッキャオは「試合の勝者が収益の55%獲得、敗者は45%獲得」を提案するが、これをメイウェザーが拒否したことで交渉は決裂した
。
2013年2月、メイウェザーがアメリカのテレビ局ショウタイムと6試合の独占契約を締結。メイウェザーが、パッキャオと関係の深いテレビ局のHBOとライバル関係にあるショウタイムと契約を締結したことに加えて、両者のプロモーターであるトップランク社とゴールデンボーイプロモーションズが”冷戦”と呼ばれる深刻な対立関係に陥ったことで、より一層対戦実現が困難となった。
2013年11月、パッキャオが期間限定無しの抜き打ちドーピング薬物検査に初めて同意した。これはパッキャオvsブランドン・リオスにおいて検査団体のVADAにより実施されたもので、フィリピンのキャンプ中に2回、マカオ入りしてから試合4日前に1回の合計3回抜き打ちドーピング薬物検査が実施されたことが確認されている。これによりパッキャオvsメイウェザー実現に向けて大きな障害となっていた抜き打ちドーピング薬物検査の実施についてはクリアされたことになった。
2013年12月、メイウェザーが、過去に報酬未払いなどをめぐり裁判沙汰になってから犬猿の仲であるボブ・アラムとパッキャオ戦ついて「パッキャオ戦が実現する唯一の道は、パッキャオがボブ・アラムの元を離れることだ。俺はもう2度とアラムと一緒にビジネスをするつもりはない」と断言する。
2014年5月、パッキャオがトップランク社と2年間の契約延長にサインをする。前述のようにメイウェザーがトップランク社のボブ・アラムと犬猿の仲であることや、両者が所属するテレビ局の関係から、パッキャオが契約延長したことで対戦の実現は非常に困難となった。アメリカYahooスポーツの記者は記事の中で「パッキャオが契約延長のサインをしたことは『パッキャオvsメイウェザーの死亡診断書』にサインをしたようなものだ」と対戦実現の絶望感を表現した。
2014年9月13日、メイウェザーvsマイダナ第2戦の試合後、リング上のインタビューでパッキャオ戦のことを質問されメイウェザーは「これから陣営と話し合って将来のことを考える。もしもパッキャオ戦の話が出て来るなら、実現させようじゃないか」と答えるが、試合後の記者会見場では「（パッキャオのことを聞く記者に向けて）あなた達は何度でも同じ質問をすることが出来るけども、何度も同じ返答を聞くはめになる。私のビジネスモデルのボスは私自身だ。仮にパッキャオ戦があるとしてもショウタイムが独占放送して、メイウェザー・プロモーションズのプロモート下で行われる必要がある」と再び態度を硬化させた。
2014年10月、メイウェザーの父親のメイウェザー・シニアがインタビューにて、メイウェザーから特別な言葉があったわけではないとしながらもパッキャオ戦について「その試合は行われることになる。私を信じろ。確実に行われる」と語った。しかし、その2日後メイウェザー自身が「オヤジは全く間違っている。俺はオヤジにメイウェザーチームに残って欲しいけど、俺と情報を交換しないで事情を知らずに勝手に話し続けるなら、俺は新しいトレーナーを雇ってオヤジをチームから追い出すだろう」と否定した。
2014年11月23日、パッキャオがクリス・アルギエリに勝利後、リング上のインタビューでメイウェザー戦について「ぜひやりたい。来年、彼と戦う準備は出来ている」と述べる。
2014年12月12日、ショウタイムのボクシング中継中のインタビューで、メイウェザーが「もちろん、2015年5月2日にパッキャオと戦いたい。数年前パッキャオが血液検査を拒否するなどの問題があったけど、俺は公平な場が欲しいだけだ」「今、パッキャオはマルケスとブラッドリーに負けてとても厳しい状況にある。パッキャオはペイ・パー・ビューの売り上げがとても低くなっているから必死なんだろう。ずっと昔から俺はこの試合がしたかったんだ」「俺は待っているんだ。ショウタイムのボクシング中継番組『チャンピオンシップ・ボクシング』がNo.1だからこの試合はショウタイムのペイ・パー・ビューで実現する必要がある」「フロイド・メイウェザーは絶対にどんな相手からも逃げることはない。ボブ・アラムは試合実現を妨害している。ここ数年間、俺たちは水面下で試合を実現させようとしてきた。ファン達は一方の言い分にしか耳を傾けないので騙されてるんだ。話し合う時が来た、試合がしたい、実現させよう。5月2日にフロイド・メイウェザーvsマニー・パッキャオをやろう」「マニー・パッキャオとボブ・アラムは逃げ続けてきた。あいつ達がファンや批評家を騙しているのにはうんざりしている。以前、試合を実現させようとしたが、あいつ達が抜き打ちの血液検査と尿検査を嫌がったから試合が実現しなかったんだ。4000万ドルでオファーした時もあいつは試合をしたがらなかった。それからあいつは2度負けた、それなのに今でもあいつはその時と同じ金額で試合をしたいと言って来ている。それでは試合は実現しないぜ。ファンのために試合を実現させよう。5月2日にメイウェザーvsパッキャオだ」と、今まで試合が実現しなかったのは血液検査を拒否し、ファイトマネーで譲歩しなかったパッキャオ側に原因があると批判した。その数日後、パッキャオは「メイウェザーは好きな額を受け取ればいい。今年1月にはチャリティーマッチをやろうと言ったくらいで、お金は問題ではない」と反論し、「これはファンのためであり、ボクシングのためでもある」と話し、メイウェザーとの対戦に意欲を見せた。
2014年12月25日、トレーナーのフレディ・ローチが、両陣営の交渉が順調で契約完了寸前だった2010年頃のことを振り返った。当時、パッキャオは試合前に血液を抜かれることで力が落ちると信じていた。血液検査の問題があったので、最初の交渉がうまくいかなかったことは私たちの落ち度である。その後も手を尽くしたが、パッキャオとの試合についてメイウェザーが頑なに沈黙してしまった、と述べた。
2015年1月1日、パッキャオ本人が自身の公式インスタグラムにて「メイウェザーはよく自分のライフスタイルや色々自慢するけど、俺には関係ない。俺は彼が試合の契約書にサインをするのを待っているんだ」と挑発すると、数日後にメイウェザーはツイッターにプライベートジェットとスーパーカー数台を収めた画像を投稿し「俺の世界へようこそ」と挑発に応じた。この他にもパッキャオはツイッターで「メイウェザーよ、ボクシングペテン師になるなよ。ファンが見たがっている試合をやろう。彼らは十分に長い間待った」や「俺はフロイド・メイウェザーに簡単に勝つことができると信じている」などの挑発的な投稿をメイウェザー本人のアカウントへ向けて行った。
2015年1月13日、ボブ・アラムが「パッキャオがメイウェザー戦の条件に合意しメイウェザー側の代表者も合意したが、メイウェザー本人の合意は得られていない」とコメント。しかし、ショウタイム副社長スティーブン・エスピノサは「メイウェザーはパッキャオと戦いたがっているが、ショウタイムとHBOの間でディレイ放送に関する契約で問題があるため最終合意に達していない」とコメントした。
2015年1月23日、ボブ・アラムが「全て完了した。我々は全ての契約にサインをして、全ての条件に合意した。メイウェザー側も合意したと聞いている。テレビ局同士も合意した。しかしメイウェザーだけは契約にサインをしないんだ」「メイウェザーはサウスポーと戦いたく無いのだろう。パッキャオは彼にとって最悪な対戦相手だ。負けるのが怖いんだろう」とメイウェザーのサイン待ちである事を明かし、サインをしないメイウェザーを責めた。しかし翌日、エスピノサが「アラムは多くの不正確な発言をしている、メイウェザーがサインをしようにも契約書が存在しないんだ。アラムもそれをわかっている。メイウェザーはCBS会長レスリー・ムーンベスとマネージャーのアル・ヘイモンそして私に試合を実現したいと伝えている。順調に進んでいるよ、でもまだ契約書は無いんだ。それにHBOとショウタイムにはまだ未解決の問題があるからね」と契約書自体がまだ作成されていない事を明かした。
2015年1月24日、パッキャオのアドバイザーのマイケル・コンツが、メイウェザー戦が決裂した場合はパッキャオが5月30日にアミール・カーンとイギリスかアブダビで対戦する事が計画中であるとコメントした。
2015年1月27日、フロリダ州マイアミで行われたプロバスケットボールNBAの試合をパッキャオとメイウェザーが観戦。ハーフタイムで短い時間ながら会話をかわし、互いの携帯電話番号を交換した。2人はこれまでに個人的に会ったことがなく、2001年のメイウェザーのアンダーカードにパッキャオが出場したことがあるというのが唯一の接点だった。両者がどんな会話をしたのかは明らかにされていない。試合終了後、メイウェザーがパッキャオに電話をかけ、パッキャオの宿泊するホテルに出向いて、対戦についての話し合いを行った。
2015年1月30日、アメリカのゴシップサイトTMZがパッキャオvsメイウェザー戦の合意を報じたのを皮切りに、アメリカメディアはこぞって一両日中にパッキャオvsメイウェザーの交渉は成立するだろうと伝え、ボブ・アラムも最大のネックになっているテレビ放映権の問題で、ショウタイムとHBOが合意した、数日中に試合の契約が締結するだろうと明言した。しかし翌日、メイウェザー本人が自身の公式インスタグラムにて、ヤシの木の間につるしたハンモックに寝転んでくつろぐ写真と共に「ゆっくりとリラックスして、良い天気とヤシの木とピニャ・コラーダを楽しんでいるよ。試合についての嘘が垂れ流しされ続けているけど、俺はプライベートジェットで世界中を旅行し続けるだけさ」と投稿しパッキャオ戦合意報道を否定した。エスピノサも「試合が決定したと報道されているが全く困惑しているよ。契約が締結間近でないことは関係者ならみんな知っている。トップランクの弁護士でさえ解決する必要がある重大な問題があると言っているのに、なぜアラムが数日以内に試合が決定すると言ってるのか理解しがたい」とコメントした。
2015年2月2日、ボブ・アラムが「10分で解決するべき問題があっても時間がかかりすぎている。こちらが一つの事案を送ると、向こうは他の問題も加えて送り返して来る。5月2日まで時間が無いのに急いでるように感じないんだ。酷いもんだよ」「ある問題が浮上してるんだが、もしメイウェザー側が真剣にこの試合を実現させる気があるのなら大した問題ではないはずなんだ。彼らは遊んでるのかもな。堂々巡りでもうわからくなった。メイウェザーは試合をしたく無いじゃないかな」と真剣さが感じられないメイウェザー側に苛立ちを見せた。
2015年2月5日、ボブ・アラムが「4つの問題があったが、その内2つは解決した。今は残り2つに取り組んでいるが、土壇場になってなにか起こらない限り解決するだろう」と発言するも、エスピノサは「選手間にもテレビ局間にも重大な問題が残ったままだ。見通しは明るいが合意したと言うには少し早い」と発言した。トップランク社長でボブ・アラムの義理の息子でもあるトッド・デュボーフが、アラムが公の場でありもしない話をする事は交渉の妨げになる、しかし怒って言い聞かせてもアラムが聞かないのでお手上げ状態だとコメントしたことが報じられると、これ以降アラムが公の場でこの件に関して発言する事が減る。
2015年2月15日、マディソン・スクエア・ガーデンで行われた第64回NBAオールスターゲーム2015を観戦したメイウェザーが試合中に行われたインタビューの中で、英日曜紙サンデー・テレグラフのパッキャオが契約にサインしたと報じたことや、長らく待たれている対戦の契約が事実上結ばれたという世界的な報道に対し、「それは事実ではない。俺はまだサインしていないし、彼もまだだ」「ただの憶測や噂だ。とはいえ、対戦できることを期待している」と語り、パッキャオとの対戦を希望していると語ったものの、両選手がともに試合の契約にサインはしていないと明かした。パッキャオもフィリピンの取材で契約書がまだ作成されていない事を認めた。
2015年2月17日、MGMグランドのインターナショナル・チェアマンで最高経営責任者のジム・マーレンが、パッキャオvsメイウェザー戦を見据えて「我々はビッグ、ビック・ファイトの成立を願っている。もし実現すれば、最高のカードになるだろう」とメディアにコメントし、5月2日の興行開催を前提にMGM・ガーデン・アリーナを予約していることを明かした。またトレーナーのフレディ・ローチが、「もうほとんど時間はない。8週間が必要だ。窓はどんどん小さくなっている」と5月2日の対戦実現に向けて期限が迫っていることと、近いうちに実現が決まらなければ、両選手が万全の状態で試合に臨むのは難しいとコメントした。

### 対戦決定後の概要から試合まで
2015年2月20日、メイウェザーが自身が投資しているソーシャルメディアのShotsに、メイウェザーがサインした契約書の写真を掲載し、2015年5月2日にMGMグランド・ガーデン・アリーナでメイウェザーvsパッキャオの対決が実現することを正式発表した。
この試合はWBA・WBC・WBO世界ウェルター級王座統一戦として行われ、HBOとショウタイムの合同ペイ・パー・ビュー生中継、試合で使用するボクシンググローブはメイウェザーがグラント製、パッキャオはレイジェス製を着用し、再戦条項は無し。ペイ・パー・ビュー中継されるのはメインのメイウェザー対パッキャオを含めて3試合で、残りをトップランクとメイウェザー・プロモーションズが1試合ずつ提供。テレビ中継の実況はHBOのジム・ランプリー、解説はHBOのロイ・ジョーンズ・ジュニアとショウタイムのアル・バーンスタイン、選手のインタビューはHBOのマックス・ケラーマンとショウタイムのジム・グレイ。選手紹介は世界二大リングアナウンサーであるマイケル・バッファーとジミー・レノン・ジュニアが競演し、HBO側のバッファーがパッキャオを、ショウタイム側のレノンがメイウェザーをコールする。興行タイトルは『メイウェザーvsパッキャオ』と格上・王者扱いのメイウェザーの名前が先に冠され、格上・王者が後となる試合の入場順とリングアナウンスでもメイウェザーが後。薬物検査はメイウェザーが希望するUSADAが行う。ファイトマネーの収益分配はメイウェザー60:パッキャオ40になるなど、メイウェザーがAサイド（主役）として君臨し、パッキャオがBサイド（相手役）になることを承諾して全面的に譲歩した形となった。
実現に際して、47戦全勝を誇るメイウェザーは「マニーと直接会って話し合う決断をしたことが契約に結びついて嬉しい。俺はTBE（史上最高）だ。この試合は俺がスキルを見せ付けて勝つことになる。マニーはこれまで他の連中が47度に渡って出来なかったことをやろうとするだろうが、それは成功しない。彼は48番目の犠牲者になる」となどとコメントした。一方パッキャオのトレーナーのローチは「フロイドはせいぜい今のうちにAサイドの立場を楽しんで欲しいね。5月2日になったら、マニーが奴を失墜させることになるからね」とコメントした。
2015年3月11日、ロサンゼルス・ダウンタウンにあるL.A.ライブ・ノキアシアターでパッキャオvsメイウェザーの発表記者会見が行われた。ステージに上がったのは両選手のほか、フレディ・ローチ（パッキャオのトレーナー）、レオナード・エレルベ（メイウェザー・プロモーションCEO）、ボブ・アラム（トップランク社CEO）、スティーブン・エスピノサ（ショウタイム・スポーツ副社長兼CEO）、ケン・ハーシュマン（HBOスポーツ社長）、リチャード・シュトゥルム（MGMリゾート・インターナショナル社長）。試合まで日数が少ないことからツアーという形式を取らず、記者会見はこの日だけの開催となった。会見では試合実現まで長引いた理由がメイウェザーとアラムの確執と言われている事に対してアラムが言及し「そんな事実はない。フロイド、私が恋しかっただろ？」と言って場内の笑いを誘った後、アラムとメイウェザーが握手をかわし、メイウェザーも「俺は自分がボスになりたかっただけで、トップランクに対してもボブに対しても何も無いよ」とコメントした。
2015年3月17日、パッキャオvsメイウェザーの勝者にWBCが特製“エメラルド・ベルト”を贈呈する事を発表。またWBAも勝者に特製トロフィー「マン・オブ・トライアンフ」を贈呈することを発表した。
2015年3月19日、マイケル・コンツが、ドーピング検査を失格した場合の500万ドルの罰金をメイウェザー陣営が受け入れることを拒否した事を明かした。これに対してメイウェザー・プロモーションズCEOレオナード・エレルベは、ドーピング検査失格のペナルティは重要な交渉条件にしておく必要があったにもかかわらずコンツはそれをしなかったと激しく批判した。コンツは、パッキャオvsメイウェザーの試合が実現することを最優先として考え、ドーピング検査失格のペナルティなど繊細な交渉は、交渉が危うくなると考え掲示しなかったとコメントした。
2015年4月21日、ネバダ州アスレチック・コミッションは、パッキャオvsメイウェザーのレフェリーがケニー・ベイレス、ジャッジがバート・クレメンツ、デーブ・モレッティ、グレン・フェルドマンが務める事を発表した。立会人はWBAはヒルベルト・メンドーサ・ジュニア副会長、WBCはマウリシオ・スレイマン会長、WBOはフランシスコ・バルカルセル会長が務めることになった。
2015年4月29日、MGMグランドのKAシアターでパッキャオvsメイウェザーの最終記者会見が行われた。ステージに上がったのは両選手のほか、フレディ・ローチ（パッキャオのトレーナー）、レオナード・エレルベ（メイウェザー・プロモーションCEO）、ボブ・アラム（トップランク社CEO）、スティーブン・エスピノサ（ショウタイム・スポーツ副社長兼CEO）、ケン・ハーシュマン（HBOスポーツ社長）、リチャード・シュトゥルム（MGMリゾート・インターナショナル社長）、フランシスコ・バルカルセル（WBO会長）、マウリシオ・スライマン（WBC会長）。両者が直接顔を合わせるのは3月11日の記者会見以来のことであった。
2015年5月1日、試合会場となるMGMグランド・ガーデン・アリーナで前日計量が行われ、メイウェザーが146ポンド、パッキャオが145ポンドを計測し両者とも一発で計量をパスした。メイウェザーは「ボクシングというスポーツに20年以上を捧げてきた。準備はできている」と語り、パッキャオも「両方のファンが望んだから実現した対戦。我々には大きな責任がある」とコメントした。尚、公開計量はボクシングでは異例の有料で実施され、収益は全てチャリティへ寄付された。
2015年5月2日、MGMグランド・ガーデン・アリーナで行われたWBA・WBC・WBO世界ウェルター級王座統一戦に於いて、メイウェザーが3-0（2者が116-112、118-110）の判定勝ちを収め世紀の一戦を制した。
2015年5月12日、メイウェザーvsパッキャオ戦のペイ・パー・ビュー購買件数（対象地域は全米、カナダ、プエルトリコ）が主催者から発表され、460万件に達し、これまでトップだったフロイド・メイウェザー・ジュニアvsオスカー・デ・ラ・ホーヤ戦の240万件を大幅に上回る結果となった。

## 対戦カード
^Note 1 WBA（スーパー）、WBC、WBO世界ウェルター級王座統一戦、リングマガジン世界ウェルター級タイトルマッチ
^Note 2 WBO世界フェザー級タイトルマッチ
^Note 3 USBA全米スーパーミドル級王座決定戦・NABF・NABO北米スーパーミドル級タイトルマッチ

### 採点表
| 王座：WBA・WBC・WBO世界ウェルター級王座統一戦 リングマガジン世界ウェルター級        | 王座：WBA・WBC・WBO世界ウェルター級王座統一戦 リングマガジン世界ウェルター級        | 王座：WBA・WBC・WBO世界ウェルター級王座統一戦 リングマガジン世界ウェルター級        | 王座：WBA・WBC・WBO世界ウェルター級王座統一戦 リングマガジン世界ウェルター級        | 王座：WBA・WBC・WBO世界ウェルター級王座統一戦 リングマガジン世界ウェルター級        |                                                           | 主審：ケニー・ベイレス（ネバダ州・ラスベガス(3団体公認)） | 主審：ケニー・ベイレス（ネバダ州・ラスベガス(3団体公認)） | 主審：ケニー・ベイレス（ネバダ州・ラスベガス(3団体公認)） | 主審：ケニー・ベイレス（ネバダ州・ラスベガス(3団体公認)） | 主審：ケニー・ベイレス（ネバダ州・ラスベガス(3団体公認)）    |                                                              | 立会人：ヒルベルト・メンドーサ・ジュニア（ベネズエラ、WBA副会長） マウリシオ・スレイマン（メキシコ、WBC会長） フランシスコ・バルカルセル（プエルトリコ、WBO会長） | 立会人：ヒルベルト・メンドーサ・ジュニア（ベネズエラ、WBA副会長） マウリシオ・スレイマン（メキシコ、WBC会長） フランシスコ・バルカルセル（プエルトリコ、WBO会長） | 立会人：ヒルベルト・メンドーサ・ジュニア（ベネズエラ、WBA副会長） マウリシオ・スレイマン（メキシコ、WBC会長） フランシスコ・バルカルセル（プエルトリコ、WBO会長） | 立会人：ヒルベルト・メンドーサ・ジュニア（ベネズエラ、WBA副会長） マウリシオ・スレイマン（メキシコ、WBC会長） フランシスコ・バルカルセル（プエルトリコ、WBO会長） | 立会人：ヒルベルト・メンドーサ・ジュニア（ベネズエラ、WBA副会長） マウリシオ・スレイマン（メキシコ、WBC会長） フランシスコ・バルカルセル（プエルトリコ、WBO会長） |
| 開催日：2015年5月2日                                                                | 開催日：2015年5月2日                                                                | 開催日：2015年5月2日                                                                | 開催日：2015年5月2日                                                                | 開催日：2015年5月2日                                                                | 会場：ネバダ州ラスベガス・MGMグランド・ガーデン・アリーナ | 会場：ネバダ州ラスベガス・MGMグランド・ガーデン・アリーナ | 会場：ネバダ州ラスベガス・MGMグランド・ガーデン・アリーナ | 会場：ネバダ州ラスベガス・MGMグランド・ガーデン・アリーナ | 会場：ネバダ州ラスベガス・MGMグランド・ガーデン・アリーナ | 主催：トップランク メイウェザープロモーションズ              | 主催：トップランク メイウェザープロモーションズ              | 主催：トップランク メイウェザープロモーションズ | 主催：トップランク メイウェザープロモーションズ | 主催：トップランク メイウェザープロモーションズ | | |
| フロイド・メイウェザー・ジュニア                                                    | フロイド・メイウェザー・ジュニア                                                    | 対                                                                                  | マニー・パッキャオ                                                                  | マニー・パッキャオ                                                                  | フロイド・メイウェザー・ジュニア                          | フロイド・メイウェザー・ジュニア                          | 対                                                        | マニー・パッキャオ                                        | マニー・パッキャオ                                        | フロイド・メイウェザー・ジュニア                             | フロイド・メイウェザー・ジュニア                             | 対 | マニー・パッキャオ | マニー・パッキャオ | | |
| RS                                                                                  | TS                                                                                  | 回                                                                                  | TS                                                                                  | RS                                                                                  | RS                                                        | TS                                                        | 回                                                        | TS                                                        | RS                                                        | RS                                                           | TS                                                           | 回 | TS | RS | | |
| 10                                                                                  |                                                                                     | 1                                                                                   |                                                                                     | 9                                                                                   |                                                           | 10                                                        |                                                           | 1                                                         |                                                           | 9                                                            |                                                              | 10 | | 1 | | 9 |
| 10                                                                                  | 20                                                                                  | 2                                                                                   | 18                                                                                  | 9                                                                                   | 10                                                        | 20                                                        | 2                                                         | 18                                                        | 9                                                         | 10                                                           | 20                                                           | 2 | 18 | 9 | | |
| 10                                                                                  | 30                                                                                  | 3                                                                                   | 27                                                                                  | 9                                                                                   | 10                                                        | 30                                                        | 3                                                         | 27                                                        | 9                                                         | 10                                                           | 30                                                           | 3 | 27 | 9 | | |
| 9                                                                                   | 39                                                                                  | 4                                                                                   | 37                                                                                  | 10                                                                                  | 9                                                         | 39                                                        | 4                                                         | 37                                                        | 10                                                        | 9                                                            | 39                                                           | 4 | 37 | 10 | | |
| 10                                                                                  | 49                                                                                  | 5                                                                                   | 46                                                                                  | 9                                                                                   | 10                                                        | 49                                                        | 5                                                         | 46                                                        | 9                                                         | 10                                                           | 49                                                           | 5 | 46 | 9 | | |
| 9                                                                                   | 58                                                                                  | 6                                                                                   | 56                                                                                  | 10                                                                                  | 9                                                         | 58                                                        | 6                                                         | 56                                                        | 10                                                        | 9                                                            | 58                                                           | 6 | 56 | 10 | | |
| 10                                                                                  | 68                                                                                  | 7                                                                                   | 65                                                                                  | 9                                                                                   | 10                                                        | 68                                                        | 7                                                         | 65                                                        | 9                                                         | 10                                                           | 68                                                           | 7 | 65 | 9 | | |
| 10                                                                                  | 78                                                                                  | 8                                                                                   | 74                                                                                  | 9                                                                                   | 10                                                        | 78                                                        | 8                                                         | 74                                                        | 9                                                         | 10                                                           | 78                                                           | 8 | 74 | 9 | | |
| 9                                                                                   | 87                                                                                  | 9                                                                                   | 84                                                                                  | 10                                                                                  | 9                                                         | 87                                                        | 9                                                         | 84                                                        | 10                                                        | 10                                                           | 88                                                           | 9 | 83 | 10 | | |
| 9                                                                                   | 96                                                                                  | 10                                                                                  | 94                                                                                  | 10                                                                                  | 9                                                         | 96                                                        | 10                                                        | 94                                                        | 10                                                        | 10                                                           | 98                                                           | 10 | 92 | 9 | | |
| 10                                                                                  | 106                                                                                 | 11                                                                                  | 103                                                                                 | 9                                                                                   | 10                                                        | 106                                                       | 11                                                        | 103                                                       | 9                                                         | 10                                                           | 108                                                          | 11 | 101 | 9 | | |
| 10                                                                                  | 116                                                                                 | 12                                                                                  | 112                                                                                 | 9                                                                                   | 10                                                        | 116                                                       | 12                                                        | 112                                                       | 9                                                         | 10                                                           | 118                                                          | 12 | 110 | 9 | | |
| 計                                                                                  | 116                                                                                 | –                                                                                   | 112                                                                                 | 計                                                                                  |                                                           | 計                                                        | 116                                                       | –                                                         | 112                                                       | 計                                                           |                                                              | 計 | 118 | – | 110 | 計 |
| 副審：バート・クレメンツ(ネバダ州・ラスベガス(3団体公認、基本はWBA・WBCが主要公認)) | 副審：バート・クレメンツ(ネバダ州・ラスベガス(3団体公認、基本はWBA・WBCが主要公認)) | 副審：バート・クレメンツ(ネバダ州・ラスベガス(3団体公認、基本はWBA・WBCが主要公認)) | 副審：バート・クレメンツ(ネバダ州・ラスベガス(3団体公認、基本はWBA・WBCが主要公認)) | 副審：バート・クレメンツ(ネバダ州・ラスベガス(3団体公認、基本はWBA・WBCが主要公認)) | 副審：グレン・フェルドマン(コネチカット州(WBA・WBO公認))  | 副審：グレン・フェルドマン(コネチカット州(WBA・WBO公認))  | 副審：グレン・フェルドマン(コネチカット州(WBA・WBO公認))  | 副審：グレン・フェルドマン(コネチカット州(WBA・WBO公認))  | 副審：グレン・フェルドマン(コネチカット州(WBA・WBO公認))  | 副審：デーブ・モレッティ(ネバダ州・ラスベガス(WBA・WBC公認)) | 副審：デーブ・モレッティ(ネバダ州・ラスベガス(WBA・WBC公認)) | 副審：デーブ・モレッティ(ネバダ州・ラスベガス(WBA・WBC公認)) | 副審：デーブ・モレッティ(ネバダ州・ラスベガス(WBA・WBC公認)) | 副審：デーブ・モレッティ(ネバダ州・ラスベガス(WBA・WBC公認)) | | |
| 処分：なし                                                                          | 処分：なし                                                                          | 処分：なし                                                                          | 処分：なし                                                                          | 処分：なし                                                                          | 減点：なし                                                | 減点：なし                                                | 減点：なし                                                | 減点：なし                                                | 減点：なし                                                | 結果：メイウェザー・ジュニアの判定勝利                       | 結果：メイウェザー・ジュニアの判定勝利                       | 結果：メイウェザー・ジュニアの判定勝利 | 結果：メイウェザー・ジュニアの判定勝利 | 結果：メイウェザー・ジュニアの判定勝利 | | |

## 試合の詳細

### テレビ中継
メイウェザーがショウタイムと、パッキャオがHBOと独占契約を交わしていたことで、2002年のレノックス・ルイス対マイク・タイソン以来のショウタイムとHBOの共同制作となり、実況にHBOのジム・ランプリー、解説にはHBOからロイ・ジョーンズ・ジュニアとショウタイムからアル・バーンスタイン、インタビュアーにはHBOからマックス・ケラーマンとショウタイムからジム・グレイが務めた。
フィリピンではSolar All AccessがPPVで生中継して地上波テレビ局3局でわずかに遅れたディレイ放送で同時中継され、メキシコではテレビサとテレビアステカで同時生中継され、日本ではWOWOWが生中継した。

### リングアナ
ショウタイムのリングアナ、ジミー・レノン・ジュニアと、HBOのリングアナ、マイケル・バッファーが務めた。

### 国歌
試合に先立つ国歌独唱では、アメリカ国歌をジェイミー・フォックスが、フィリピン国歌をガイル・バナウィスが務めた。

### レフェリーとジャッジ
レフェリーはケニー・ベイレス、ジャッジにはデーブ・モレッティ、グレン・フェルドマン、バート・クレメンツの3名が務めた。立会人はWBAがヒルベルト・メンドーサ・ジュニア副会長、WBCがマウリシオ・スレイマン会長、WBOがフランシスコ・バルカルセル会長が務めた。

### チケット
観戦チケットは4月23日に、1,500ドル（約16万円）、2,500ドル、3,500ドル、5,000ドル、7,500ドル（約80万円）のチケットが発売され、数分で完売した。

### 観客
試合当日、会場となったMGMグランド・ガーデン・アリーナには16507人が来場、当日はラスベガスのホテルはほぼ満杯。世界中のVIPが観戦に駆けつけ、ラスベガス国際空港は同日、プライベートジェット機が500機も駐機されていた。

### 試合後
試合後にトップランク社CEOであるボブ・アラムは「私はこの業界に50年いる。若いファイターはどんどん登場して、新しいスターが生まれる。信じてほしい。10年、15年たてばこの試合に匹敵するビッグマッチが必ず実現するだろう」とコメントした。